# Bild Lilli
A Bild Lilli egy német grafikus, Reinhard Beuthien által létrehozott figura, mely a Bild című újság hasábjain jelent meg vicces karikatúraként 1953 és 1961 között. Lilli egy magas, szőke, csinos, ugyanakkor frivol, öntudatos nő, aki egyáltalán nem rest a csáberejét bevetni a férfiaknál a céljai eléréséért. A karaktert hatalmas népszerűsége miatt nemsokára játékfiguraként is kiadták, erre figyelt fel egy európai útján Ruth Handler, a Mattel társalapítója, aki a Lilli babák után kezdte el a Barbie baba gyártásat és forgalmazását 1959-től.

## Története
Reinhard Beuthien a Bild újság számára először egy csecsemőfigurát talált ki, mint humoros karikatúra, de az nem tetszett a lap szerkesztőjének, ugyanakkor felfigyelt egy szőke, haját lófarokban viselő, csinos nőre, aki egy jósnőnél ülve a következőket mondta: „Nem tudná megadni ennek a magas, jóképű, gazdag férfinak a nevét és címét?” A karakter ezután bekerült az újságba, napi vicces rajzként, ami rövidesen nagy sikert aratott.

Lilli, az eredetileg titkárnőként dolgozó magas, tökéletes alakú, szexi szőkeség könnyűvérű, ledér, férfiakat ujja köré csavaró nőként jelent meg, aki öntudatosan veti be adottságait a céljaiért, mindig engedve a csábításnak, ha jóképű, netán gazdag férfi környékezi meg. A külsejét jelentősen meghatározta Marlene Dietrich színesznő is. Egyik sokat idézett poénja, amikor egy rendőr figyelmezteti:
– Sajnálom hölgyem, de a strandon a kétrészes fürdőruha tilos.
– Oh, de kár, akkor melyik részét vegyem le?
A nagy siker miatt 1955-től játékfiguraként is megjelent a Greiner & Hausser Gmbh nevű gyártó által, amihez különböző ruhákat is lehetett venni, mivel a rajzokon Lilli is előszeretettel viselt divatos ruhadarabokat. A Lilli babákat eredetileg felnőtt ajándéknak szánták, melyekhez kis Bild újságot csomagoltak, a babákhoz főleg trafikokban lehetett hozzájuk jutni, meg szórakozóhelyeken, ahol a képeken a karakter is gyakran megfordult. Kétfajta méretben is készült, a nagyobb 30 cm, a kisebb 19 cm magas volt. Küllemre úgy nézett ki, mint a rajzokon: szőke, lófarkas haj, egy tinccsel a homlokába, formázott szempillákkal, sápadt bőrrel és festett arccal, oldalra pillantó szemekkel, magas, keskeny szemöldökkel és vörös ajkakkal. A körmeit is vörösre festették, fülbevalója és cipője a műanyagöntvény része volt. Bár Lilli szőke volt, nehány baba más hajszínt is kapott. A babákat átlátszó műanyaghengerben árulták.
Idővel Lillihez való babaházakat is árulni kezdtek bútorokkal és egyéb tartozékokkal, gyerekeknek szánva. Az immár gyerekjátékká váló Lilli babákat Európaszerte árulták, még Amerikába is jutott belőlük valamennyi. Később kalózmásolatok is felbukkantak.
A karakter népszerűségét mutatta az is, hogy 1958-ban egy élőszereplős film is készült Lilli – Ein Mädchen aus der Großstadt (Lilli – Egy lány a nagyvárosból) címmel, mely egy krimivígjáték volt. A címszerepet Ann Smyrner dán színésznő alakította.
Ruth Handler, a Mattel játékcég társalapítója 1956-ban egy európai úton találkozott a Bild Lilli babákkal, és mivel már korábban megfogalmazódott benne egy felnőtt játékbaba ötlete, mindjárt vett belőle hármat. Egyet ajándékba adott a lányának, a másik kettőt pedig elvitte a cégéhez, hogy azok alapján kezdjék meg a saját, később Barbie-ként elhíresült játékbabájuk gyártását, mely Barbara nevű lánya után kapta a nevét. A Barbie baba végül 1959-ben mutatkozott be, és először külsőleg sok tekintetben nagyon hasonlított Lillihez, de a rá jellemző pikáns, erotikus felhangok nélkül, Barbie már egy „tisztes” nő volt, nem egy csábító femme fatale. A gyártó Mattelnek néhány év alatt az eredeti Bild Lilli minden jogát is sikerült megszerezniük, a hatvanas évek elejére így Lilli a Bildből és a boltokból is eltűnt.
Beuthien a hatvanas években még megpróbált más karaktereket meghonosítani az újságban, de ezek meg sem közelítették Lilli sikerét, ezért hamar ki is koptak a lapból.

## Fordítás
- Ez a szócikk részben vagy egészben  a   Bild Lilli doll című angol Wikipédia-szócikk fordításán alapul.  Az eredeti cikk szerkesztőit annak laptörténete sorolja fel. Ez a jelzés csupán a megfogalmazás eredetét és a szerzői jogokat jelzi, nem szolgál a cikkben szereplő információk forrásmegjelöléseként.